# Kaciaryna Dziehalewicz
Kaciaryna Dziehalewicz (biał. Кацярына Міхайлаўна Дзегалевіч, ros. Екатерина Михайловна Деголевич; ur. 3 maja 1986 w Mińsku) – białoruska tenisistka, zwyciężczyni turnieju WTA w grze podwójnej.
Zawodowe występy Dziehalewicz rozpoczęła w 2004. W cyklu rozgrywek juniorskich nie osiągnęła zbyt wielu dobrych wyników, a jej najwyższe miejsca w rankingach to pozycje w drugiej połowie drugiej setki, zarówno w grze pojedynczej, jak i podwójnej.
W turnieju WTA zadebiutowała w 2007 w Acapulco, przegrywając w pierwszej rundzie z Séverine Brémond. Pierwszy zawodowy mecz wygrała w Stambule, pokonując Anę Tatiszwili. W Taszkencie została pokonana w pierwszym spotkaniu przez Ksieniję Pałkinę.
W grze podwójnej osiągnęła więcej niż w singlu, już w swoim pierwszym występie (Stambuł 2007) dochodząc do ćwierćfinału. Jej życiowym sukcesem jest wygranie turnieju WTA w grze podwójnej w Taszkencie razem z rodaczką Anastasiją Jakimawą.

## Turnieje WTA

### Gra podwójna (1)
|    | Data       | Turniej                 | Kat.         | ($)     | Naw.   | Partnerka           | Finalistki                           | Wynik          |
| 1. | 01/10/2007 | Taszkent, Tashkent Open | Kategoria IV | 145 000 | twarda | Anastasija Jakimawa | Tacciana Puczak Anastasija Rodionowa | 2:6, 6:4, 10-7 |

## Wygrane turnieje rangi ITF
| turnieje z pulą nagród 100 000 $ |
| turnieje z pulą nagród 75 000 $  |
| turnieje z pulą nagród 50 000 $  |
| turnieje z pulą nagród 25 000 $  |
| turnieje z pulą nagród 15 000 $  |
| turnieje z pulą nagród 10 000 $  |

### Gra pojedyncza
|    | Data       | Turniej    | ($)    | Naw.   | Finalistka         | Wynik            |
| 1. | 05/04/2004 | Patras     | 10 000 | twarda | Martina Müller     | 6:4, 6:4         |
| 2. | 30/05/2004 | Olecko     | 10 000 | ziemna | Olga Brózda        | 4:6, 7:5, 6:4    |
| 3. | 15/03/2008 | Nowe Delhi | 50 000 | twarda | Yanina Wickmayer   | 2:6, 6:3, 6:2    |
| 4. | 06/07/2008 | Toruń      | 25 000 | ziemna | Dominika Nociarova | 6:3, 2:6, 7:6(2) |